# Александар Кораћ
Александар Аца Кораћ (Суботица, 27. новембар 1934 — Београд, 22. септембар 2000) био је југословенски и српски композитор, текстописац и професор на Факултету драмских уметности Универзитета у Београду. Сарађивао је са многим певачима, првенствено забавне, али и народне музике, међу којима су: Здравко Чолић, Тома Здравковић, Оливера Катарина, Лола Новаковић, Нада Кнежевић, Индекси, Боба Стефановић, Бети Ђорђевић, Снежана Савић и многи други. Међу најпознатијим песмама чији је аутор, издвајају се: Живиш у облацима, Почнимо љубав испочетка, Причај ми о љубави, Сети се наше љубави, Обриши сузе, драга, Предај се, срце, Три пољупца за срећу, За Љиљану, Свирајте ноћас само за њу.

## Биографија
Рођен је у Суботици, 27. новембра 1934. године. У родном граду завршио је основну и средњу школу, након чега је дипломирао на Академији за позориште, радио, филм и телевизију у Београду (данас, Факултет драмских уметности). Прво је радио као слободни уметник, а потом је постао члан Великог џез оркестра Радио Београда, уредник на Телевизији Београд и професор на Факултету драмских уметности. Писао је корачнице, шансоне, дечије песме, радио-телевизијска и сценска дела, а многе његове композиције су до данас остале веома популарне и омиљене широм бивше Југославије. Био је пропагатор џеза, а захваљујући њему у малој сали Народног позоришта одржан је Први џез фестивал у Суботици. Као композитор, учествовао је и побеђивао на многим фестивалима: Београдско пролеће, Ваш шлагер сезоне, Опатијски фестивал и други. Такође, био је професор на београдском Факултету драмских уметности. Преминуо је у Београду, 22. септембра 2000. године, у 66. години. На згради у којој је живео на Бановом брду, пре неколико година постављена је спомен-плоча у част Александра Кораћа.

## Стваралаштво

### Забавна музика
- 310 пољубаца (Индекси)
- Земи момче Македонче (Зафир Хаџиманов)
- Био је мај (Зафир Хаџиманов)
- Буди мој (Оливера Катарина)
- Више нећеш бити моја (Кићо Слабинац)
- Дуга топла ноћ (Лола Новаковић)
- Дуго, дуго (Бисера Велетанлић)
- Живиш у облацима (Здравко Чолић)
- Зажели, ја ћу доћи - текст (Сенка Велетанлић)
- Због једне жене (Драган Антић)
- Крај моје туге (Бети Ђорђевић)
- Никад не заборави дане наше љубави (Оливера Катарина)
- Нико, нико (Зоран Лековић)
- Обриши сузе, драга (Боба Стефановић)
- Она ме не воли више (Ђорђе Марјановић)
- Победила си ти (Мики Јевремовић)
- Позови ме на кафу (Индекси)
- Почнимо љубав испочетка (Бети Ђорђевић)
- Предај се, срце (Индекси)
- Причај ми о љубави (Оливера Катарина)
- Руже (Далибор Брун)
- Сети се наше љубави (Нада Кнежевић)
- Сиђи са облака, девојчице (Владимир Савчић Чоби)
- Хармоника (Лола Новаковић)
- Погодила ме Аморова стријела (Фадил Тоскић)
- Пођи право (Фадил Тоскић)
- Запалио сам пламен (Фадил Тоскић)

### Народна музика
- За Љиљану (Тома Здравковић)
- Зоране (Лепа Лукић)
- Ја нисам анђео (Лепа Лукић)
- Све љубави моје (Бобан Здравковић)
- Свирајте ноћас само за њу (Тома Здравковић)
- Три пољупца за срећу (Снежана Савић)
- Чашу ми тугом налијте (Милена Плавшић)
- Шта радиш недељом поподне (Зоран Калезић)

### Песме за децу
- Болесник на три спрата
- Браћу не доносе роде
- Ивин воз
- Кад је био мрак
- Миш
- Молимо за фину тишину
- Најлепша мама на свету
- Поздравите мога тату
- Слон лепотан
- Ех Тања , Тања